# Gaspar Cabrales
Gaspar Cabrales Besodilla (Valparaíso, 6 de enero de 1864-muerto a bordo de la Esmeralda, 21 de mayo de 1879) fue un joven marino chileno conocido por su participación en el Combate Naval de Iquique a bordo de la corbeta Esmeralda.

## Biografía
Hijo de Domingo Cabrales y Estefanía Besodilla, Gaspar nació en la ciudad de Valparaíso el 6 de enero de 1864. Al estallar la Guerra del Pacífico, decidió enrolarse en la marina de su país cuando apenas tenía 15 años. En ella fue designado como corneta y tambor de la corbeta Esmeralda con la que embarcó hasta el puerto de Iquique donde su embarcación debió permanecer realizando un bloqueo marítimo a esta ciudad.
El 21 de mayo de 1879, bajo las órdenes del capitán Arturo Prat, Cabrales participó del combate naval de Iquique que enfrentó a la Esmeralda y al monitor peruano Huáscar. En este combate perdió la vida sólo segundos después que el capitán Prat saltara al abordaje del barco peruano.

## En la ficción
En la película chilena La Esmeralda, 1879, basada en las horas previas al combate Naval de Iquique, Gaspar Cabrales es interpretado por el actor Ariel Mateluna, durante el combate toca su trompeta en señal de combate, pero muere después de recibir un certero cañonazo de la torreta giratoria de 300 libras del Huascar. También en la película Prat espada de honor Arturo Prat le ordena tocar zafarrancho de combate después de su arenga, cuando Prat ordena saltar al abordaje, Juan de Dios Aldea le ordena tocar al abordaje a Cabrales pero es abatido por un disparo desde la cofa del Huascar, por lo que asume el mando Carrasco. Durante el abordaje, Carrasco cae al mar sin lograr abordar el Huáscar.